# Abdullah Çatlı
Abdullah Çatlı, turški tajni agent in pogodbeni morilec, * 1. junij 1956, Nevşehir, Turčija, † 3. november 1996, Susurluk.
Bil je tajni agent turške vlade in pogodbeni morilec za Nacionalno obveščevalno organizacijo (MİT). V 1970. letih je vodil turško ultradesničarsko neofašistično organizacijo Sivi volkovi. Abdullahova smrt v prometni nesreči v Susurluku je razkrila vpletenost države v organizirani kriminal, kar je pozneje postal takoimenovan 'škandal v Susurluku'. Abdullah Çatlı je bil vpleten v umore osumljenih članov Kurdske delavske stranke (PKK) in Armenske tajne vojske za osvoboditev Armenije (ASALA).